# Luce Twinkle Wink☆
Luce Twinkle Wink☆（ルーチェ・トゥインクル・ウィンク）は、2014年に結成された日本の女性アイドルグループ。通称・愛称は「ルーチェ」。
所属芸能事務所は、アクアルナ・エンターテイメントのArc Jewel。
所属レコード会社およびレーベルはNBCユニバーサル・エンターテイメントジャパン。

## 概要
2014年発売の1stシングル「刹那ハレーション」でCDデビューし、2015年には「恋色♡思考回路」でメジャーデビューを果たした。
キレのあるダンスと個性的な振り付けが特徴で、アニメとのタイアップ曲も数多く手掛けている。

## 略歴

### 2012年
- 12月30日に愛乙女☆DOLL、Doll☆Elementsの吉祥寺CLUB SEATAでのツーマンライブのオープニングアクトに愛乙女★DOLL研究生として宇佐美幸乃[1]、桧垣果穂[2]初お披露目。

### 2013年
- 2月18日 愛乙女★DOLL研究生ゼミナールとして月曜日、押上ワロップ放送局にてトーク＆ライブスタート[3]。
- 3月25日 板山紗織が愛乙女★DOLL研究生に加入[4]。
- 4月5日 深沢紗希が愛乙女★DOLL研究生に加入[5]。
- 5月17日 錦織めぐみ（現・詩之本めぐみ）が愛乙女★DOLL研究生に加入[6]。
- 10月20日 愛乙女★DOLL研究生として初の1stワンマンライブを吉祥寺CLUB SEATAで開催。10月27日開催の『アイドル横丁新聞杯』の人気投票で優勝すれば、脱研究生＆新プロジェクトを始動すると発表[7]。
- 10月27日 渋谷WWWで行われたアイドル横丁新聞杯に愛乙女★DOLL研究生として出演。結果は4位で脱研究生を達成できなかった。[8]。
- 12月24日 「愛乙女★DOLL研究生　1周年記念ライブ」にて、らぶ☆けんに改名と、2014年2月2日から２チーム制への移行、定期公演1000名動員の発表[9]。

### 2014年
- 2月2日 吉祥寺CLUB SEATAにて、らぶ☆けん(ステラ)とツーマンライブ開催。らぶ☆けん(ルーチェ)として初ライブを行った[10]。
- 5月23日「らぶ☆けん金曜定期公演ファイナル」にて、らぶ☆けん(ルーチェ)がLuce Twinkle Wink☆、らぶ☆けん(ステラ)が'Stella☆Beatsとして正規グループに昇格[11]。新衣装のお披露目。刹那ハレーションを初披露。
- 7月12日 9月のCD発売とPV制作＆タイアップ権利をかけた「ルーチェvsステラ：光と星の大決戦！～未来を掴む5番勝負。PV・タイアップ獲得バトル！～」の結果が発表され、ルーチェが勝利[12]。
- 9月30日 1stシングル「刹那ハレーション」をリリース[13]。

### 2015年
- 1月18日 Luce Twinkle Wink☆として1stワンマンライブを新宿BLAZEにて開催[14]。
- 3月10日 2ndシングル「You are a star!」をリリース[15]。
- 3月21日　「アイドル横丁新聞杯！！2015 3月の陣」にて優勝[16]。
- 5月6日 Tokyo Candoll[注 1]決勝に出場し1位通過、JAPAN EXPO2015メインステージ出演権を獲得[17]。
- 7月2日 - 5日 Luce Twinkle Wink☆初海外遠征、フランスで開催されるJAPAN EXPO2015のメインステージに出演[18]。
- 7月19日 恵比寿LIQUIDROOMにて行われた「Luce Twinkle Wink☆2ndワンマンライブ」で3rdシングル「恋色♡思考回路」初披露。またNBCユニバーサル・エンターテイメントジャパンよりメジャーデビューのサプライズが発表された[19]。
- 8月1日、2日 TOKYO IDOL FESTIVAL2015に計4つのライブステージと2つのトークコーナーに初出演[20]。
- 8月29日 「Animelo Summer Live 2015 -THE GATE-」にてfripSideのバックダンサー「天誅ガールズ」[注 2]として宇佐美・板山・桧垣・深沢・錦織が[注 3]パフォーマンス。ルーチェ5人全員でのさいたまスーパーアリーナ出演は初[21]。
- 11月25日 NBCユニバーサル・エンターテイメントジャパンよりメジャーデビューシングル「恋色♡思考回路」をリリース[22]。

### 2016年
- 4月5日 文化放送「A&G ARTIST ZONE THE CATCH」のメインパーソナリティに宇佐美幸乃、錦織めぐみが決定[23]。
- 6月1日 初のアニメタイアップ作品となる4thシングル「1st Love Story」をリリース[24]。
- 10月29日　この日よりスタートした「fripSide concert tour 2016-2017」にバックダンサーとして、2017年3月18日までの全15会場15公演に参加[25]。

### 2017年
- 3月8日 5thシングル「go to Romance>>>>>」をリリース[26]。
- 8月26日 結成当初より目標としていた[27]「Animelo Summer Live 2017 -THE CARD-」にLuce Twinkle Wink☆として単独出演を果たす[注 4][28]。
- 9月6日 6thシングル「Fight on!」をリリース[29]。

### 2018年
- 1月10日 1stアルバム「LLTW☆」をリリース[30]。
- 1月14日 初のライブツアー「Luce Twinkle Wink☆1st LIVE TOUR -LLTW☆-～t＊u＊n＊i＊n＊g～」大阪公演、1月20日に川崎公演を開催[31]。
- 3月16日 1st写真集「#ときめき。」発売[32]。
- 10月7日 錦織めぐみが2019年1月をもって卒業することを発表[33]。
- 10月24日 7thシングル「Symphony」をリリース[34]。

### 2019年
- 1月14日 TSUTAYA O-EASTにて行われた「錦織めぐみ卒業ライブ」をもって錦織めぐみが卒業[35]。
- 2月15日 「つくるーちぇ金曜定期公演」にて咲本美桜をお披露目[36]。
- 5月14日 1st DVDシングル「Wonder Five」リリース[37]。

### 2020年
- 5月25日 深沢紗希が公式ブログにて2020年7月をもって卒業並びに芸能界引退することを発表[38]。
- 5月31日 Luce Twinkle Wink☆ファンクラブがサービス終了[39]。
- 7月23日 東京キネマ倶楽部にて行われた「深沢紗希ラストライブ」をもって深沢紗希が卒業[40]。
- 8月2日 「新体制お披露目ライブ」にて城崎桃華をお披露目[41]。

### 2021年
- 3月17日 8thシングル「I'mpossible?」をリリース[42]。
- 7月6日 桧垣果穂が公式ブログにて2021年8月をもって卒業することを発表[43]。
- 8月14日 WITH HARAJUKU HALLにて行われた「桧垣果穂Luce Twinkle Wink☆卒業公演」をもって桧垣果穂が卒業[44]。
- 8月22日 新体制お披露目ライブにて小泉かのんをお披露目[45]。
- 11月24日 9thシングル「ターミナル ～僕ら、あるべき場所～」をリリース[46]。
- 11月27日 「アークジュエル10周年 大決算ライブ」ファン投票で決まるArcJewelアワード順位が発表され、グループ部門１位、個人部門で板山紗織が１位に輝いた[47]。

### 2022年
- 3月9日 10thシングル「"FA"NTASYと!」をリリース[48]。
- 12月11日 「AJ杯 2022：FINAL ROUN」ファン投票で決まる“ArcJewelで2022年もっともライブが良かったグループ”１位、“AJ推しメン投票2022”で城崎桃華が１位に輝いた[49]。

### 2023年
- 5月19日 「Luce Twinkle Wink☆単独公演9周年～記念公演～」にて城崎桃華が2023年8月開催の卒業ライブをもってグループ及びアイドルを卒業することを発表[50]。
- 8月12日 品川インターシティホールにて行われた「Luce Twinkle Wink☆ 城崎桃華卒業ライブ～IDOL～」にて城崎桃華が卒業[51]。
- 8月20日 新体制お披露目ライブにて桧垣果穂の再加入及び南雲芽依の昇格を発表。6人体制はグループにとって初となる。
- 11月28日 1st Blu-rayシングル「Seaside Melody」をリリース。

### 2024年
- 2月1日 小泉かのんが23日のAKIBAカルチャーズ劇場公演にてグループを卒業することを発表。
- 2月23日 小泉かのんが卒業。
- 8月2日 一ノ瀬天音がJewel☆Gardenより移籍加入。

### 2025年
- 1月27日 「Shiny☆Parade」を配信リリース。
- 3月16日 「にんにんハートでおまじない!」を配信リリース
- 6月1日 「Riibbon*」リリースされました。

## メンバー

### 現メンバー
| 名前                       | 愛称                             | 生年月日               | 血液型 | 出身地   | メンバー カラー | 肩書                       | 備考 |
| -------------------------- | -------------------------------- | ---------------------- | ------ | -------- | --------------- | -------------------------- | --- |
| うさみ ゆきの 宇佐美幸乃   | うさみぃ ゆきのしか ゆきのちゃん | 1998年1月16日（27歳）  | A型    | 東京都   | ピンク          | ルーチェのリーダー         | リーダー アニサマ2015出演時に天誅ピンクとして天誅ガールズに参加 |
| いたやま さおり 板山紗織   | いーちゃん                       | 1994年1月5日（31歳）   | O型    | 埼玉県   | 水色            | ルーチェの癒やし           | 2013年3月25日、愛乙女★DOLL研究生に加入 天誅ガールズでは天誅ブルー |
| さきもと みお 咲本美桜     | さあきゅん                       | 1997年3月12日（28歳）  | AB型   | 宮城県   | イエロー        | ルーチェの魔法少女         | sendai☆syrup元メンバー・石川紗希 2019年2月15日加入 |
| ひがき かほ 桧垣果穂       | かほハム                         | 1994年10月14日（30歳） | B型    | 東京都   | ラベンダー      | ルーチェの女子力ガール     | C-ZONE元メンバー 留守番ガールズでは留守番ピンク。 アニサマ2015出演時に天誅バイオレットで天誅ガールズに参加。 2021年8月14日に一度卒業しソロにて活動していたが、2023年8月20日にLuce Twinkle Wink☆へ再加入した。 |
| なぐも めい 南雲芽依       | めいぷる                         | 2001年5月15日（24歳）  | A型    | 埼玉県   | オレンジ        | ルーチェのパワフルメイカー | 屋上シャウト!元メンバー Luce Twinkle Wink☆への加入を目指すルーチェ研究生として2022年12月13日に活動を開始。 2023年8月20日に研究生からLuce Twinkle Wink☆メンバーへ昇格。                                        |
| いちのせ あまね 一ノ瀬天音 | あまちゃん                       | 1999年11月12日（25歳） | B型    | 神奈川県 | ミント グリーン |                            | Soleble元メンバー、元ルーチェ研究生 2024年8月2日のTOKYO IDOL FESTIVAL2024にてJewel☆Gardenから加入。 |

### 元メンバー
※上から卒業順
| 名前                         | ニックネーム         | 生年月日               | 血液型 | 出身地   | メンバー カラー | 備考 |
| ---------------------------- | -------------------- | ---------------------- | ------ | -------- | --------------- | --- |
| にしきおり めぐみ 錦織めぐみ | めめたん めめ めっめ | 7月5日（年齢非公開）   | B型    | 神奈川県 | イエロー        | Hydrangea(ハイドレンジャ)元メンバー。 2013年5月17日より愛乙女★DOLL研究生に加入。 天誅ガールズでは天誅イエロー。 2019年1月14日卒業後、ソロ活動と並行して2022年9月 - 2024年6月にマリーメトロノーム、2025年1月より芸名を詩之本めぐみ（しのもと めぐみ）に改称、2月より「びあ❤︎ぷり Be a Princess!」 |
| ふかさわ さき 深沢紗希       | さきちゃん           | 1994年10月13日（30歳） | O型    | 神奈川県 | レッド          | 「coro☆coro with 深沢紗希」元メンバー。 2013年4月5日より愛乙女★DOLL研究生に加入。 天誅ガールズでは天誅レッド。 2020年7月23日ルーチェおよび芸能活動から卒業。 |
| しろさき ももか 城崎桃華     | ももたん             | 9月17日                | O型    | 宮崎県   | レッド          | MKM-ZERO元メンバー Chu☆Oh!Dolly元メンバー 2020年8月2日加入、2023年8月12日卒業 卒業後は声優となり、アニメ、舞台・朗読劇、MCなど活躍中 |
| こいずみ かのん 小泉かのん   | かののん             | 2003年1月28日（22歳）  | A型    | 東京都   | ミント グリーン | 2021年8月22日加入、2024年2月23日卒業 Ange☆Reveへ移籍 |

## 作品
※順位はオリコンウィークリーランキング最高位

### シングル
Arc Jewel
NBCユニバーサル・エンターテイメントジャパン

### ダウンロード作品
Arc Jewel
|     | タイトル                    | 発売日        | 収録曲                         | 販売形態   | 備考                                                                |
| --- | --------------------------- | ------------- | ------------------------------ | ---------- | ------------------------------------------------------------------- |
| 1st | 現実-リアル-/七色未来       | 2020年7月11日 | 1. 現実-リアル- 2. 七色未来    | エムカード | 「七色未来デザインver.」と「現実-リアル-デザインver.」のデザイン2種 |
| 2nd | 輪廻のスーパーノヴァ        | 2023年8月9日  | 1. 輪廻のスーパーノヴァ        | 配信       |                                                                     |
| 3rd | Shiny☆Parade                | 2025年1月27日 | 1. Shiny☆Parade                | 配信       |                                                                     |
| 4th | にんにんハートでおまじない! | 2025年3月16日 | 1. にんにんハートでおまじない! | 配信       |                                                                     |

### 映像作品
NBCユニバーサル・エンターテイメントジャパン
| #   | タイトル       | 発売日         | 規格品番  | 備考            |
| --- | -------------- | -------------- | --------- | --------------- |
| 1st | Wonder Five    | 2019年8月7日   | GNBL-1036 | DVDシングル     |
| 2nd | Seaside Melody | 2023年11月28日 | GNXL-1010 | Blu-rayシングル |

### アルバム
NBCユニバーサル・エンターテイメントジャパン

### タイアップ
| 曲名                              | タイアップ                                                                                         |
| 2015年                            | 2015年                                                                                             |
| --------------------------------- | -------------------------------------------------------------------------------------------------- |
| You are a star!                   | テレビ朝日系 音楽情報番組『musicるTV』３月度エンディングテーマ                                     |
| 恋色♡思考回路                     | PS Vita用ソフト『To LOVEる -とらぶる-ダークネス トゥループリンセス』主題歌                         |
| 2016年                            | |
| 1st Love Story                    | テレビアニメ『ネトゲの嫁は女の子じゃないと思った?』オープニングテーマ                              |
| 2017年                            | |
| go to Romance>>>>>                | テレビアニメ『うらら迷路帖』エンディングテーマ                                                     |
| Fight on!                         | テレビアニメ『ゲーマーズ!』エンディングテーマ                                                      |
| 恋のprologue*                     | テレビアニメ『ゲーマーズ!』エンディングテーマ                                                      |
| Treasure                          | アニマックス バラエティ番組『アニカル部!』エンディングテーマ                                       |
| 2018年                            | |
| Symphony                          | OVA『ネコぱらOVA 仔ネコの日の約束』主題歌                                                          |
| 2021年                            | |
| I'mpossible?                      | テレビアニメ『たとえばラストダンジョン前の村の少年が序盤の街で暮らすような物語』エンディングテーマ |
| ターミナル 〜僕ら、あるべき場所〜 | テレビアニメ『新幹線変形ロボ シンカリオンZ』エンディングテーマ                                     |
| 2022年                            | |
| “FA“NTASYと！                     | テレビアニメ『異世界美少女受肉おじさんと』エンディングテーマ                                       |
| 2023年                            | |
| Seaside Melody                    | Steam「Vampires' Melody 2」主題歌                                                                  |
| 2025年                            | |
| にんにんハートでおまじない!       | テレビアニメ『ニートくノ一となぜか同棲はじめました』劇中歌                                         |

## ライブ・イベント

### ワンマンライブ
| 公演日         | 公演名 | 会場        | 備考                             |
| -------------- | --- | ----------- | -------------------------------- |
| 2015年1月18日  | Luce Twinkle Wink☆ 1stワンマンライブ 輝く瞬間(トキ)をBLAZEで…                                                                    | 新宿BLAZE   | 初ワンマンライブ                 |
| 2015年7月19日  | Luce Twinkle Wink☆2ndワンマンライブ～きっと、リキッドで掴む夢☆ 集まれ！トキメキ☆キラメキサマーパーティ♪トゥインクルえびす☆大作戦 | LIQUIDROOM  | メジャーデビューのサプライズ発表 |
| 2020年12月18日 | Luce Twinkle Wink☆ 3rdワンマンライブ～Shall we Luce?～                                                                           | Zepp Haneda |                                  |
| 2023年7月9日   | Luce Twinkle Wink☆ ONE MAN LIVE!!                                                                                                | タイ        | Donki Mall Thonglor              |

### ツアー
| 2018年1月14日                                           | 大阪公演                                                | 大阪MUSE                                                |                                                         |  |  |    |
| 2018年1月20日                                           | 神奈川公演                                              | 川崎CLUB CITTA'                                         |                                                         |  |  |    |
| Luce Twinkle Wink☆2nd. LIVE TOUR Shiny★Journey Tour     |                                                         |                                                         |                                                         |  |  |    |
| 2021年6月12日                                           | 札幌公演                                                | PENNY LANE24                                            |                                                         |  |  |    |
| 6月19日                                                 | 仙台公演                                                | CLUB JUNK BOX                                           |                                                         |  |  |    |
| 6月26日                                                 | 名古屋公演                                              | BOTTOM LINE                                             |                                                         |  |  |    |
| 6月27日                                                 | 大阪公演                                                | ESAKA MUSE                                              |                                                         |  |  |    |
| 7月3日                                                  | 福岡公演                                                | スカラエスパシオ                                        |                                                         |  |  |    |
| 7月11日                                                 | 東京公演                                                | 品川インターシティホール                                | 新曲「ENCOUNTER」披露                                   |  |  |    |
| 7月17日                                                 | 沖縄公演                                                | 桜坂セントラル                                          | 追加公演                                                |  |  |    |
| Luce Twinkle Wink☆ 10th ANNIVERSARY TOUR ～Shiny Parade | Luce Twinkle Wink☆ 10th ANNIVERSARY TOUR ～Shiny Parade | Luce Twinkle Wink☆ 10th ANNIVERSARY TOUR ～Shiny Parade | Luce Twinkle Wink☆ 10th ANNIVERSARY TOUR ～Shiny Parade |  |  | ～ |
| 2024年11月16日                                          | 千葉公演                                                | LOOK                                                    |                                                         |  |  |    |
| 12月1日                                                 | 大阪公演                                                | ANIMA                                                   |                                                         |  |  |    |
| 12月15日                                                | 愛知公演                                                | X-HALL -ZEN-                                            |                                                         |  |  |    |
| 2025年1月13日                                           | 神奈川公演                                              | Bronth                                                  |                                                         |  |  |    |
| 2月2日                                                  | 埼玉公演                                                | EASY GOINGS                                             |                                                         |  |  |    |
| 2月9日                                                  | 山梨公演                                                | KAZOO HALL                                              |                                                         |  |  |    |
| 2月15日                                                 | 東京公演                                                | WWW X                                                   |                                                         |  |  |    |

### 定期公演・単独公演
| 公演日  | 公演名                                                                         | 会場                  | 備考               |
| 2024年  | 2024年                                                                         | 2024年                | 2024年             |
| ------- | ------------------------------------------------------------------------------ | --------------------- | ------------------ |
| 1月5日  | Luce Twinkle Wink☆ 単独公演 in GOTANDA                                         | GOTANDA G7            |                    |
| 1月7日  | 板山紗織バースデーライブ2024                                                   | 池袋Studio Mixa       |                    |
| 1月13日 | 宇佐美幸乃バースデーライブ2024〜BEST LIVE 〜                                   | 池袋harevutai         |                    |
| 1月26日 | Luce Twinkle Wink☆単独公演                                                     | AKIBAカルチャーズ劇場 |                    |
| 1月28日 | Luce Twinkle Wink☆ 単独公演 in GOTANDA                                         | GOTANDA G7            |                    |
| 2月3日  | 小泉かのんバースデーライブ2024                                                 | 東京キネマ倶楽部      |                    |
| 2月23日 | Luce Twinkle Wink☆単独公演                                                     | AKIBAカルチャーズ劇場 | 小泉かのん卒業公演 |
| 3月8日  | Luce Twinkle Wink☆ 単独公演 in GOTANDA                                         | GOTANDA G7            |                    |
| 3月29日 | Luce Twinkle Wink☆ 単独公演 in GOTANDA                                         | GOTANDA G7            |                    |
| 4月6日  | 咲本美桜バースデーライブ2024～最強の推し！～                                   | GOTANDA G7            | ゲスト：髙橋麻里   |
| 4月11日 | Luce Twinkle Wink☆ 単独公演 in GOTANDA                                         | GOTANDA G4            |                    |
| 4月26日 | Luce Twinkle Wink☆単独公演                                                     | AKIBAカルチャーズ劇場 |                    |
| 5月4日  | Luce Twinkle Wink☆ 単独公演 in GOTANDA                                         | GOTANDA G7            |                    |
| 5月10日 | Luce Twinkle Wink☆ 単独公演 in GOTANDA                                         | GOTANDA G7            |                    |
| 5月18日 | 南雲芽依バースデーライブ2024～発動！パワフルメイカー！～                       | GOTANDA G7            |                    |
| 5月26日 | Luce Twinkle Wink☆10周年記念ライブ 10th ANNIVERSARY LIVE 〜Shiny Parade!!!!!～ | 東京キネマ俱楽部      |                    |

### Arc Jewel主催イベント
| 公演日  | 公演名                                                                                | 会場                     | 備考                         |
| 2023年  | 2023年                                                                                | 2023年                   | 2023年                       |
| ------- | ------------------------------------------------------------------------------------- | ------------------------ | ---------------------------- |
| 1月7日  | ArcJewel New Year LIVE 2023                                                           | Zepp Haneda              |                              |
| 1月9日  | お正月だよ！Jewel Beat!! 2023 DAY-2                                                   | WITH HARAJUKU HALL       |                              |
| 1月22日 | AJ週末公演♪ GOTANDA G7                                                                | GOTANDA G7               | 第1部 共演:Gran☆Ciel         |
| 1月26日 | AJアイドルカフェイベント♡                                                             | SLACK BOX SHIBUYA        | 宇佐美・咲本・小泉           |
| 1月29日 | Jewel Beat!! Petit♡ in 品川インターシティ                                             | 品川インターシティホール |                              |
| 2月11日 | ArcJewelバレンタインライブ2023 ～よみうりランドでらんらん バレンタイン～              | 日テレ らんらんホール    |                              |
| 2月15日 | 平日おトクな！ワンコインArcJewelライブ！～After Valentine's Day～                     | 池袋harevutai            |                              |
| 3月5日  | ArcJewel SPRING SUPER LIVE 2023                                                       | KT Zepp Yokohama         |                              |
| 3月11日 | ホワイトデー直前💖 AJ週末公演♪                                                        | GOTANDA G7               | 第1部 共演:ルーチェ研究生    |
| 3月14日 | ホワイトデー♡カフェイベント                                                           | SLACK BOX SHIBUYA        | 城崎・小泉                   |
| 3月15日 | 平日おトクな！ワンコインArcJewelライブ！～After White Day～                           | GOTANDA G7               |                              |
| 3月18日 | Jewel Beat!! "March2023"                                                              | 北とぴあ さくらホール    | 2部制                        |
| 3月19日 | AJ週末公演♪ GOTANDA G4                                                                | GOTANDA G4               | 第1部 共演:Jewel☆Neige       |
| 3月27日 | AJアイドルカフェイベント♡                                                             | SLACK BOX SHIBUYA        | 宇佐美・板山・咲本           |
| 4月8日  | Jewel☆Neige→Jewel☆Mare交代式2023                                                      | 中野サンプラザホール     | ゲスト出演                   |
| 4月22日 | アイドルジェネレーションvol.60 in 中野サンプラザ                                      | 中野サンプラザホール     |                              |
| 4月30日 | AJ週末公演♪ GOTANDA G7-GWSP(頑張った私への特別なご褒美)-                              | GOTANDA G7               |                              |
| 5月7日  | Go!Go!Golden Week LIVE in KINEMA CLUB -GWSF ゴールデンウィーク最終日ファイティン！！- | 東京キネマ倶楽部         |                              |
| 6月17日 | ArcJewel Weekend LIVE♪ GOTANDA G7                                                     | GOTANDA G7               |                              |
| 6月18日 | 今度こそ！！ 飛べる！Jewel Beat!!-3度目の正直-                                        | 東京キネマ倶楽部         | 2部制                        |
| 6月25日 | ArcJewel Weekend LIVE♪                                                                | GOTANDA G4               | 共演:Jewel☆Mare＆Rouge       |
| 6月26日 | AJカフェ                                                                              | SLACK BOX SHIBUYA        | 城崎・小泉                   |
| 7月2日  | ArcJewel Weekend LIVE♪-超KINEMA- ハピシェア                                           | 東京キネマ倶楽部         |                              |
| 7月8日  | ARC JEWEL THAILAND TAI-BAN VOL.1                                                      | タイ                     | Donki Mall Thonglor 4thFloor |
| 7月9日  | Luce Twinkle Wink Fan meeting in Bangkok                                              | タイ                     | Siamdol Cafe                 |
| 7月15日 | ArcJewel Weekend LIVE♪                                                                | GOTANDA G7               | 1部                          |
| 7月29日 | AJ 納涼まつり!!2023 = 本祭 =                                                          | GOTANDA G7               |                              |
| 7月30日 | 熱くなれ！AJ 納涼まつり after LIVE!!                                                  | GOTANDA G7               |                              |
| 8月1日  | Luce Twinkle Wink☆カフェイベント♡                                                     | SLACK BOX SHIBUYA        | 板山、咲本、城崎、小泉       |

### 主なライブ・イベント
| 公演日      | 公演名                                                            | 会場                          | 備考                                                                                              |
| 2023年      | 2023年                                                            | 2023年                        | 2023年                                                                                            |
| ----------- | ----------------------------------------------------------------- | ----------------------------- | ------------------------------------------------------------------------------------------------- |
| 1月2日      | TOKYO IDOL PROJECT×@JAMニューイヤープレミアムパーティー2023       | フジテレビ本社フォーラム      | New Year Stage                                                                                    |
| 1月28日     | Girl’s Bomb!! 〜真冬の大祭典〜                                    | TOKYO DOME CITY HALL          |                                                                                                   |
| 2月12日     | @JAM PARTY vol.81                                                 | 横浜みなとみらいブロンテ      | 2部制                                                                                             |
| 4月23日     | クロフェス2023～野外フェスでキュンからのバッキューン♡だしん！！～ | 海の森水上競技場              |                                                                                                   |
| 5月4日      | Fang Music Fes #01                                                | KT Zepp Yokoham               |                                                                                                   |
| 5月10日     | コトネの日                                                        | 豊洲PIT                       |                                                                                                   |
| 6月10～11日 | DDD～Discovery iDol OKINAWA～                                     | Cyber-Box、桜坂セントラル     | 沖縄遠征                                                                                          |
| 6月19日     | TIF ASIA TOUR 2023 in Tokyo【DAY2】                               | Spotify O-EAST                |                                                                                                   |
| 7月1日      | 超NATSUZOME2023 〈DAY1〉                                          | 幕張海浜公園Gブロック特設会場 | 超ステージ、ZOMEステージ                                                                          |
| 7月7日      | tanabata night party                                              | タイ                          | Donki Mall Thonglor 4thFloor                                                                      |
| 7月16～17日 | SPARK2023 in YAMANAKAKO                                           | 山中湖 交流館きらら           |                                                                                                   |
| 8月4～6日   | TOKYO IDOL FESTIVAL2023                                           | お台場・青海周辺エリア        | （4日）DOLL FACTORY、FESTIVAL STAGE （5日）SMILE GARDEN、HEAT GARAGE、SKY STAGE（6日）DREAM STAGE |

## 出演

### テレビ
- 民王 第2話（2015年7月31日、テレビ朝日、本人役）
- 「そんなバカなマン」（2015年8月11日、フジテレビ） - 爆笑！バカリズムのアイドル選びSP
- センニュウ★感（2015年9月6日、テレビ東京）
- アイドルお宝くじ #43（2015年11月13日、テレビ朝日）
- 千原せいじのバズ☆ドルwith松井玲奈（2016年5月22日・7月9日、テレビ愛知）
- 「ドリームセブン」内「きらめけ！VIVACIOUS DASH♡」（2016年12月6日～27日毎週火曜、千葉テレビ放送）
- アニゲー☆イレブン！（2017年1月19日、BS11）- 宇佐美・錦織[55]
- 余命6日のコンカフェ・エンジェル （2023年1月4日、チバテレ）- 城崎

### ラジオ
- A&G ARTIST ZONE Luce Twinkle Wink☆のTHE CATCH（超!A&G+：2016年4月5日 - 2019年6月25日）[56][57] 毎週火曜日、生放送
  - メインパーソナリティはメンバー中2人が週替わりで担当[注 9]
- アイドルジェネレーション （ラジオNIKKEI第1）
  - 2014年5月24日 - 桧垣、6月28日 - 錦織・深沢
  - 2015年11月28日 - Luce Twinkle Wink☆、12月26日 - Luce Twinkle Wink☆
  - 2016年1月23日 - 宇佐美・深沢・桧垣・板山、4月2日 -  Luce Twinkle Wink☆、4月9日 - Luce Twinkle Wink☆、
  - 2016年9月3日 - Luce Twinkle Wink☆、9月24日 - 桧垣、12月24日 - 宇佐美・板山
  - 2017年2月25日 - 宇佐美・板山
  - 2018年4月28日 - Luce Twinkle Wink☆、9月29日 - 深沢・桧垣・板山、12月22日 - 錦織
  - 2019年3月30日 - 宇佐美・咲本、
  - 2019年5月～2023年3月 MC担当：宇佐美
  - 2019年7月27日 - 宇佐美・深沢・咲本、9月14日 - 助っ人ＭＣ:板山、咲本
  - 2020年3月27日 - 咲本、6月12日 - 深沢、8月28日 - MC:Luce Twinkle Wink☆、9月25日 - MC:Luce Twinkle Wink☆
  - 2021年4月22日 - スペシャルMC:板山 5月14日 - 城崎、7月23日 - 城崎、9月24日 - 小泉、11月25日 - 小泉
  - 2022年1月28日 - 小泉、11月11日 - 板山・咲本、12月9日 - 城崎
  - 2023年2月24日 - 咲本、5月26日 - 板山・小泉
  - 2023年4月～12月 MC担当：城崎
- Luce Twinkle Wink☆のアニルーチェ☆（ラジオNIKKEI、2022年8月1日～毎週月曜日）- MC:宇佐美、城崎

### 配信
- 愛乙女☆DOLL研究生ゼミナール 押上WALLOP放送局、2013年2月18日～2014年1月25日
- Luce Twinkle Wink☆のTwinkroom♡（SHOWROOM：2015年7月23日～毎月第2木曜日、2017年6月まで第2、第4木曜日)
- トキメキLu☆Lu☆Luce☆ （YouTube生配信番組、2021年1月28日～） - MC:みんなのたかみち
- @JAMトークバラエティー"ドルバナ"（SHOWROOM、2021年5月25日・2022年2月22日） - 宇佐美

## 書籍

### 写真集
・#ときめき。（コスミック出版、2018年3月16日、ISBN 978-4774791456）

### 雑誌
| 発売日  | 雑誌名                           | 発行元                         | 備考                                                                      |
| 2023年  | 2023年                           | 2023年                         | 2023年                                                                    |
| ------- | -------------------------------- | ------------------------------ | ------------------------------------------------------------------------- |
| 2月21日 | MARQUEE vol.149                  | マーキー・インコーポレイティド | 巻末特集:ArcJewel special 5P AJ杯 2022：FINAL ROUND 全員インタビュー&城崎 |
| 3月22日 | ヤングチャンピオン 烈 2023年No.4 | 秋田書店                       | 背表紙:城崎                                                               |
| 6月29日 | BUBKA（ブブカ） 2023年8月号      | 白夜書房                       | 「GIRLS IDOL Fashion Snap」小泉                                           |

- あきかるモデル （2016年5月～2020年9月）- 錦織
- あきかるモデル （2021年3月～）- 宇佐美、城崎